# Xyronotus cohni
Xyronotus cohni är en insektsart som beskrevs av Vitaly Michailovitsh Dirsh och J.B. Mason 1979. Xyronotus cohni ingår i släktet Xyronotus och familjen Xyronotidae. Inga underarter finns listade i Catalogue of Life.